# Pentaour (scribe de Ramsès II)
 (septembre 2018).
Améliorez-le ou discutez des points à vérifier. 
Pour les articles homonymes, voir Pentaour.
Pentaour, prêtre, scribe, est un poète qui aurait vécu sous Ramsès II. Il aurait chanté la campagne de Ramsès et la bataille de Qadesh contre l'Empire hittite, dans un poème qui porte son nom ainsi que dans le Bulletin de guerre, rapport militaire de la bataille.

## Son poème
Au point de vue littéraire, l’œuvre de Pentaour est une révolution ; même si l’auteur est Égyptien, des influences étrangères sont introduites dans l’école des scribes. Pentaour s’engage dans une rhétorique pompeuse ; mais partant d'une idée dominante, avec un plan d’ensemble bien suivi, un ordre sévèrement logique, une certaine vigueur d’expression, le roman s'en trouve rehaussé. Les poètes de la cour sont en grande vogue ; leur réputation s’étend au-delà des frontières. Au Ramesséum, la salle consacrée aux livres accueille un collège de savants et d’écrivains attachés à la cour du pharaon. Pentaour fait partie de ce groupe. De son poème, dont le succès fut considérable, chacun voulut avoir une copie ; ces copies, mal faites, ou mal conservée, ne nous auraient donné qu’un récit douteux ou incomplet, si des passages entiers de l’œuvre n’avaient été gravés sur le pylône du temple de Louxor et sur la face extérieure du mur Sud de la salle hypostyle de Karnak. Le texte a été conservé également par plusieurs copies postérieures sur papyrus : le papyrus Sallier III (conservé au British Museum), d'une page du papyrus Raïfé (Musée du Louvre) et un fragment de texte du papyrus Chester Beaty III (British Museum). Dans les temples, le poème est toujours sur un mur différent du Bulletin de guerre, dont une version condensée apparaît sur la paroi Nord du pronaos du temple d'Abou Simbel d'où le poème est absent.

## Postérité
Georges Cattaui intitule un de ses premiers poèmes Lève-toi Pentaour ! (1921), la référence à l'Antiquité égyptienne et à un épisode glorieux de l'histoire des pharaons masquant l'allusion à l'actualité : l'Égypte venait d'accéder à l'indépendance à la suite de la Révolution égyptienne de 1919 contre le colonialisme britannique.